# Saint-Pol-sur-Ternoise
Saint-Pol-sur-Ternoise è un comune francese di 5 328 abitanti situato nel dipartimento del Passo di Calais nella regione dell'Alta Francia. È il paese natale del rivoluzionario francese Martial Herman.
Come si evince dal nome, il suo territorio comunale è attraversato dal fiume Ternoise.

## Società

### Evoluzione demografica
Abitanti censiti

## Amministrazione

### Gemellaggi
- Warstein, dal 1964
- Hebden Bridge, dal 1979